# École nationale supérieure de chimie de Paris
École nationale supérieure de chimie de Paris je výzkumná univerzita v Paříži. Byla založena v roce 1896 Charlesem Friedelem. Univerzita patří mezi tzv. grandes écoles, prestižní skupinu francouzských institucí zaměřených na technické obory, vědecký výzkum a obchodní vzdělávání. Škola je členem Univerzity Paris sciences et lettres.